# Lista över företag i Hongkong
Detta är en Lista över företag i Hongkong.
- Amoy Food Limited
- Ajiichiban
- Asia Television Ltd (ATV)
- Baleno
- Café de Coral
- CDC Corporation
- Cheung Kong Holdings
- China Light and Power
- Chinachem Group
- City Telecom (H.K.) Limited (ägare av Hong Kong Broadband Network Limited)
- Commercial Radio
- Crocodile Garments Limited
- Dairy Farm International Holdings
- Emperor Entertainment Group
- Esprit Holdings Limited
- G2000
- Gammon Construction
- Giordano International Limited
- Golden Harvest
- Great Power
- Green Island Cement
- Group Sense PDA
- HKR International Limited
- Hongkong Electric
- Hongkong Post
- Hong Kong and China Gas Company Limited (Towngas)
- Hong Kong Cable Television Limited
- Hong Kong Link
- Hopewell Highway Infrastructure Ltd
- Hopewell Holdings Ltd
- Hutchison Whampoa
- Jardine Matheson Limited
- Kinex Enterprises Ltd.
- Kyce Enterprise (H.K.) Co., Ltd. (privatägd)
- Lenovo Group Limited
- Li & Fung
- Lik Sang
- Maxim's
- Mei Ah Films Production Company Limited
- MTR Property
- New World Development Co. Ltd.
- Next Media Limited
- Outblaze
- PCCW Limited (skött av Richard Li)
- Plan Industrial (H.K.) Co., Ltd. (privatägd)
- RoadShow
- Sing Tao News Corporation Limited
- South China Morning Post
- Shanghai Tang (kläder)
- Shaw Studio
- Star Group Limited (del av News Corporation)
- Sun Hung Kai
- Swire (ägare av Cathay Pacific)
- Team and Concepts Limited
- Television Broadcasts Limited (ägare av TV-kanalen TVB)
- TOM group
- Tom Lee Music
- U2 Clothing
- Vitasoy International Holdings Limited
- VTech

## Banker
Se Lista över banker i Hongkong för en full lista.
- Bank of China (Hong Kong)
- Bank of East Asia
- Chekiang First Bank (tidigare)
- CITIC Ka Wah Bank
- DBS Bank (Hong Kong)
- DBS Kwong On Bank (tidigare)
- Hang Seng Bank
- Hong Nin Savings Bank (tidigare)
- Hongkong and Shanghai Banking Corporation
- Nanyang Commercial Bank
- Po Sang Bank (tidigare)
- Shanghai Commercial Bank
- Standard Chartered Bank
- Wing Hang Bank
- Wing Lung Bank
- Wing On Bank (tidigare)

## Transportföretag
- Cathay Pacific
- Chu Kong Passenger Transport Co., Ltd
- Citybus Limited
- The Cross-Harbour (Holdings) Ltd
- Dragonair
- Kowloon-Canton Railway Corporation
- Kowloon Motor Bus Holdings Limited (nuvarande Transport International Holdings Limited)
- Long Win Bus
- MTR Corporation Limited
- New Lantao Bus
- New World First Bus Services Limited
- Oasis Hong Kong Airlines